# Tatort: Tod einer Lehrerin
Tod einer Lehrerin ist die 809. Folge der deutschen Fernsehkrimireihe Tatort aus dem Jahr 2011. Der Film des Südwestrundfunks von Regisseur Thomas Freundner mit Ulrike Folkerts und Andreas Hoppe als Ermittler Odenthal und Kopper in ihrem 54. bzw. 45. Fall aus Ludwigshafen wurde am 11. September 2011 erstmals im Ersten ausgestrahlt.

## Handlung
Die alleinstehende 44-jährige Lehrerin Heike Fuchs wird nach den großen Ferien mit dem Gesicht nach vorne in einem Zimmerspringbrunnen in ihrer Wohnung aufgefunden. Ihr Tod muss gleich zu Beginn der Sommerferien vor sechs Wochen eingetreten sein.  Die Frau war mit Klebeband gefesselt, es werden aber keine Spuren möglicher Gegenwehr gefunden, so dass die Kommissare Lena Odenthal und Mario Kopper den Verdacht hegen, dass Frau Fuchs zuvor betäubt wurde. Die Ermittlungen führen Odenthal und Kopper zunächst in die Ludwigshafener Albert-Einstein-Hauptschule, an der die Lehrerin Kunst und Mathematik unterrichtet hatte. Dort treffen sie auf Eshe, die sie bereits am Tatort gesehen hatten. Eshe ist eine 16-jährige Schülerin, die drei Jahre zuvor mit ihrer Mutter Dafina und ihrer Schwester Meesa aus Somalia nach Deutschland immigriert ist. Sie hatte ein sehr gutes Verhältnis zu ihrer Lehrerin Frau Fuchs und vertraute sich ihr an. Um in Deutschland bleiben zu können, ging Eshes Mutter Dafina eine Scheinehe ein. Sie arbeitet als Arzthelferin in der Praxis von Dr. Werner Grossmann. Grossmann war für Ärzte International in Somalia unterwegs und lernte Dafina dort kennen. In seiner Praxis in Ludwigshafen gibt er einmal die Woche Sprechstunden für Patienten, die sich sonst keine Behandlung leisten können. Dafina bezeichnet ihn als „den einzigen weißen Doktor, der die Traditionen der Schwarzen achtet“. Dr. Grossmanns Frau Regula leitet das Deutsch-Afrikanische Begegnungszentrum und engagiert sich dort unter anderem auch gegen die Beschneidung von Frauen. Auch Frau Fuchs engagierte sich in diesem Begegnungszentrum.
Der Schein-Ehemann von Dafina, Enno Steger, betreibt ein Internetcafé und kümmert sich nebenher um den Geldtransfer von afrikanischen Auswanderern an deren Familien in Afrika (Hawala-System). Steger war ein Jahr zuvor als Betreuer mit auf einer Italien-Klassenfahrt der Hauptschule und hatte dort ein Verhältnis mit Heike Fuchs. Während einer Liebesnacht der beiden ertrank ein betrunkener Schüler im Meer. Die Eltern des Schülers Nico Betz schworen der Lehrerin noch am Grab Rache, da sie schuld am Tod ihres Sohnes sei, weil sie ihre Aufsichtspflicht vernachlässigt habe. Ein Gericht sprach Frau Fuchs allerdings frei. Nicos Mitschüler Paul Mertens berichtet, Nico sei in Eshe verliebt gewesen, und weil sie seine Liebe nicht erwiderte, habe er sich betrunken. Norbert Betz, Nicos Vater, arbeitet bei dem Ludwigshafener Pharmaunternehmen Lupharm, welches unter anderem ein starkes Betäubungsmittel für Tiere herstellt. Auch Paul war nicht gut auf Frau Fuchs zu sprechen, weil er bei ihr eine Sechs in Mathematik bekam und deshalb sitzenblieb. Auch Paul ist in Eshe verliebt.
Frau Fuchs betreute in der Schule außerdem die junge Referendarin Marie Weber, doch gab es so gut wie keinen privaten Kontakt der beiden. Kopper fällt auf, dass Marie eine Goldkette um den Hals trägt, die genauso aussieht, wie die Kette, die er in seiner Jugend einer Frau nach einer Liebesnacht am Strand in Italien geschenkt hatte. Er rechnet nach und theoretisch könnte Marie seine Tochter sein. Bei einem Treffen mit ihrer Mutter Gabriele nach über 28 Jahren erfährt Kopper, dass deren Ehemann Burkhardt auch als Chemiker bei Lupharm arbeitet. Er möchte ihn kennenlernen, um Informationen über Lupharm und die Mitarbeiter dort zu erhalten. Später erhält er Informationen, dass Überwachungskameras aufgezeichnet haben, wie Herr Betz einige Ampullen des Betäubungsmittels stiehlt.
Norbert Betz gesteht beim Verhör, dass er Frau Fuchs ertränken wollte. Genau so wie sein Sohn sollte sie sterben. Er hatte sie betäubt, gefesselt und ihr Gesicht in den Zimmerteich gedrückt. Doch als es an der Tür klingelte, hörte er auf und floh. Er habe Frau Fuchs drinnen noch husten gehört.
Meesa, die kleine Schwester von Eshe, soll beschnitten werden. Ihre Mutter Dafina ist Beschneiderin. Eshe hat bereits eine kleine Schwester verloren, die an einer Infektion nach einer Beschneidung verstorben ist. Dr. Grossmann deckte die Beschneidungen als Arzt in Somalia und führt diese selbst später in Deutschland durch, um die Schmerzen der jungen Mädchen zu lindern. Aus Angst, Dafina würde ihn verraten, machte er weiter. Weil Frau Grossmann für ihr Engagement den Landesverdienstorden bekommen hatte, aber seit einiger Zeit Bescheid wusste über die Aktivitäten ihres Mannes, wollte sie nicht riskieren, dass Frau Fuchs ihn auffliegen lässt. Sie gesteht, dass sie an jenem Abend durch die offene Terrassentür in die Wohnung von Frau Fuchs eindrang und dass diese nach einem Streit mit ihr in das Becken fiel, liegenblieb und ertrank. Frau Grossmann hoffte, dass anhand der Spurenlage um die gefesselte Frau Fuchs der Verdacht nicht auf sie fallen würde.

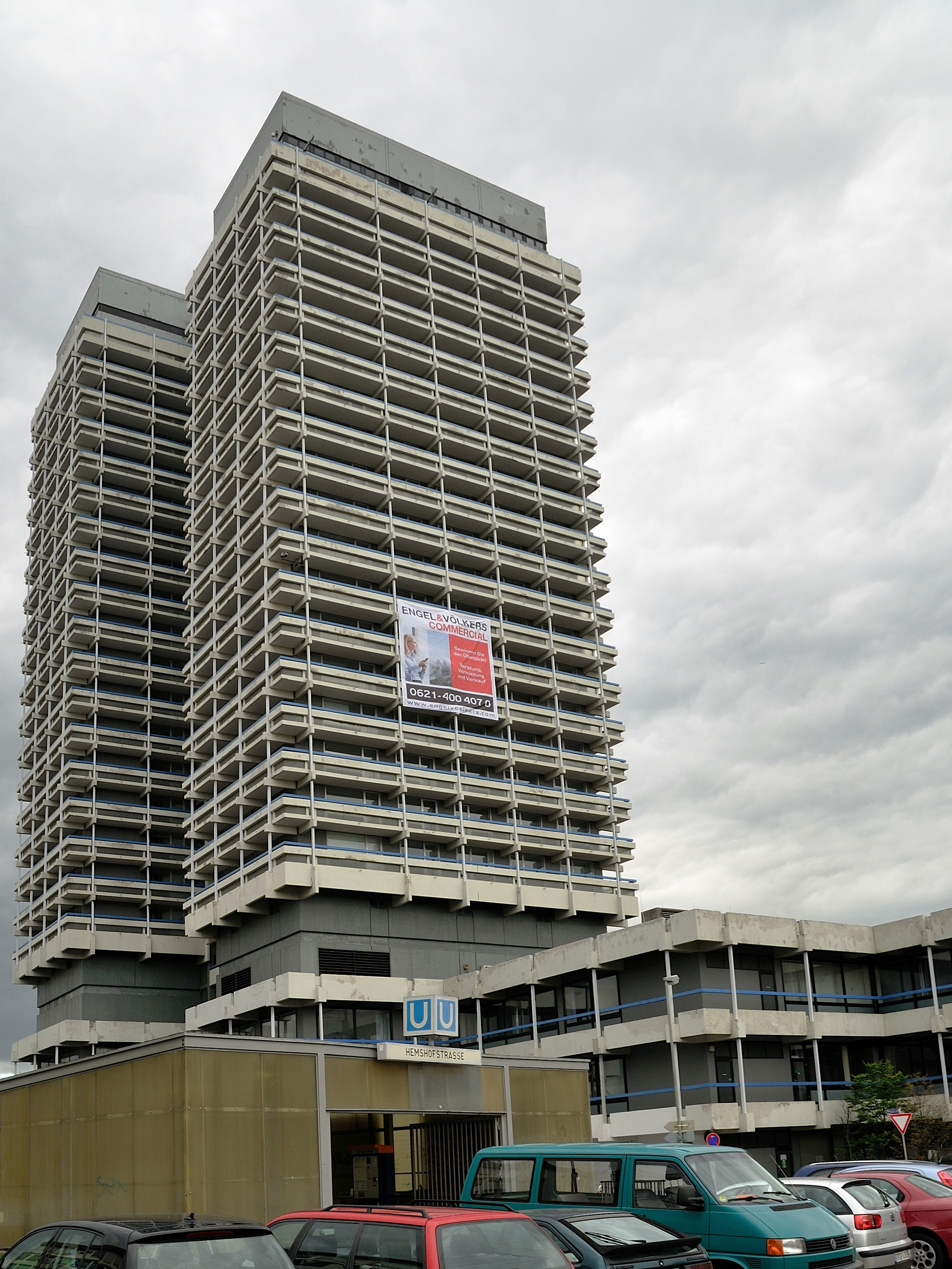
Drehort, das leer stehende Hemshof-Center in Ludwigshafen

In einem leerstehenden Hochhaus an der Hemshofstraße versammeln sich afrikanische Mütter mit ihren jungen Töchtern, um dem traditionellen Ritual der Beschneidung nachzugehen. Eshe versucht dies in letzter Minute zu verhindern, doch wird sie von ihrer Mutter ausgesperrt. Die Schülerin ruft daraufhin Lena Odenthal an. Die Polizei trifft am Hochhaus ein, verhindert damit die Durchführung des Rituals und verhaftet Dafina.
Ein Gentest bestätigt, dass Mario Kopper nicht der Vater von Marie ist.

## Hintergrund
Drehorte waren unter anderem Ludwigshafen am Rhein, Karlsruhe und Baden-Baden. Die Albert-Einstein-Hauptschule, das Deutsch-Afrikanische Begegnungszentrum und die Firma Lupharm sind fiktiv. Karl-Heinz Gierke, der Täter aus dem ersten Schimanski-Tatort - Duisburg-Ruhrort ist hier als Hausmeister zu sehen, der von den Kommissaren im Haus des Opfers als Zeuge befragt wird.

## Rezeption

### Kritik
Die Kritiken zu Tod einer Lehrerin waren unterschiedlich.

„Mit diesem Bausatz-Krimi aber schließt er nahtlos an den fürchterlichen letzten „Tatort“ aus Ludwigshafen an. Da hatte man unter dem Titel „Im Abseits“ eigentlich das Thema Frauenfußball von seinen Klischees befreien wollte, fuhr dann aber doch nur Spatzenwissen und Spitzenhöschen auf. „Tod einer Lehrerin“ funktioniert nun genauso einfach, und man fragt sich unweigerlich, ob der betreuende SWR diese bedenkliche Richtung redaktionell vorgibt: Erst geriert man sich aufklärerisch und beleuchtet wohlwollend gesellschaftliche Randbereiche - um dann sämtliche Ressentiments zu bestätigen. So weidet sich die Kamera an traditionellen Gewändern und exotischen Essenstafeln, liefert am Ende aber nicht weniger als eine Generalverteufelung der so bunt ausgeleuchteten Kultur. Heitere Weltumarmungsstimmung und böses Ressentiment, wie unangenehm, gehen hier Hand in Hand.“

„Der „Tatort – Tod einer Lehrerin“ ist einer jener Krimis, die einen überkonstruierten „Handlungswahnsinn“ entfesseln, in dem sich jeder schuldig macht oder sich etwas zu Schulden kommen lässt, damit dem Mörderraten Genüge getan werden kann. Die Scharniere der Whodunit-Dramaturgie quietschen überlaut. Da hilft kein Themen-Bonus, schon gar nicht, wenn das Thema, Genitalverstümmelung, 15 Minuten vor Schluss aus dem Hut gezaubert wird. Schwaches Buch, überzogenes Spiel, vieldeutige Blicke, zu viele Grund-Sätze!“

„Was zur bloßen Schwarzweißmalerei hätte verkommen können, fängt der Regisseur Thomas Freundner, der gemeinsam mit Hans Gerd Müller-Welters auch das Drehbuch geschrieben hat, mit seiner Erfahrung auf. Es gelingt ihm, die Verstrickungen seiner Akteure auf Begegnungen, auf Bilder und auf wohltuend wenig hochtrabende, gar moralisierende Reden zu reduzieren - ohne das Geschehen, im Wortsinn, zu banalisieren. Und der Tod der Lehrerin verteilt sich auf mehr als eine Schulter.“

„Nach so vielen TV-Einsätzen von Lena Odenthal erwartet der Zuschauer keine großen Würfe mehr, dafür kennt man sich schon viel zu lange. Die gestrige Folge war gute Krimikost mit mehr Überraschungsmomenten als der eher lapidare Titel verheißen hat.“

### Einschaltquoten
Die Erstausstrahlung von Tod einer Lehrerin am 11. September 2011 wurde in Deutschland insgesamt von 7,90 Millionen Zuschauern gesehen und erreichte einen Marktanteil von 23,1 % für Das Erste; in der Gruppe der 14- bis 49-jährigen Zuschauer konnten 2,37 Millionen Zuschauer und ein Marktanteil von 16,2 % erreicht werden.
In Österreich wurden 643.000 Zuschauer und 23 Prozent Marktanteil erzielt.